# Выводной проток подчелюстной слюнной железы

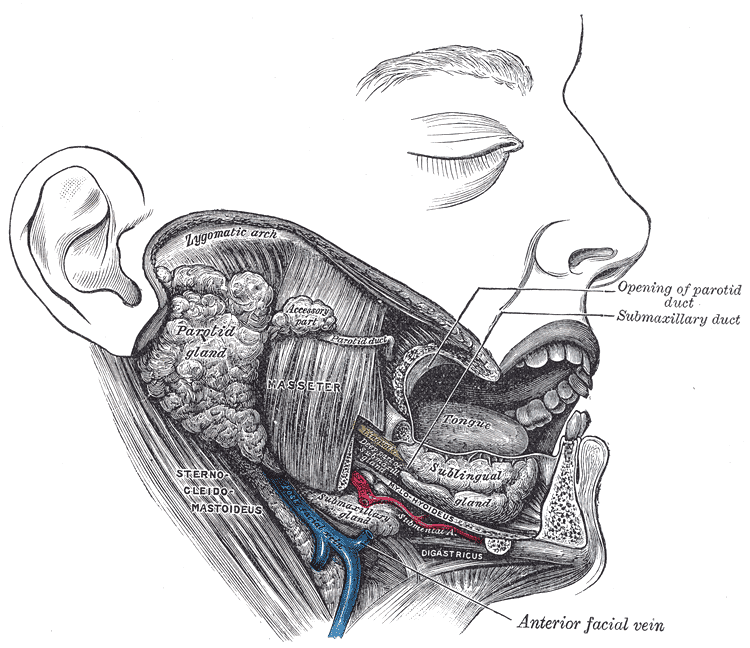
Выводной проток подчелюстной слюнной железы — обозначен submandibular duct

Выводной проток подчелюстной слюнной железы (лат. ductus submandibularis; синонимы: вартонов проток, вартоновский проток, подчелюстной проток, поднижнечелюстной проток) — проток подчелюстной железы, по которому секрет железы (слюна) попадает в ротовую полость.
Выводные протоки подчелюстных слюнных желёз открываются в ротовую полость и отверстия их находятся на верхушке подъязычных сосочков, находящихся по одному справа и слева на сторонах уздечки языка. Длина протока около 5 см. Вариабельно, перед выводным отверстием подчелюстного протока, к подчелюстному протоку примыкает большой подъязычный проток и слюна подъязычной железы поступает в ротовую полость также через выводное отверстие подчелюстного протока.

## История и этимология
Выводной проток подчелюстной слюнной железы был впервые описан в 1500 году итальянским философом и врачом-анатомом Алессандро Акиллини (1463—1512). В 1656 году этот проток был переоткрыт английским анатомом Томасом Вартоном (1614—1673), в честь которого и получил наименование «вартонов проток» (лат. ductus Whartonianus).

## Источник
- Трифонов Е. В. Психофизиология человека. Слюнные железы. Назначение. Строение.